# Mauricio Soler
Juan Mauricio Soler Hernández (Ramiriquí, 1983. január 14. –) kolumbiai országúti kerékpáros.

## Karrierje
2007-ben megnyerte a Tour de France kilencedik szakaszát, valamint első helyen zárta a hegyi pontversenyt. Ezentúl győzött a Vuelta a Burgoson, mellyel ő lett az első nem európai aki meg tudta nyerni ezt a versenyt. 2008-ban másodikként zárt a Vuelta a Castilla y León egynapos versenyen.

## Főbb sikerei
2006
Circuit de Lorraine - győztes
2007
Tour de France:
 hegyi pontverseny győztese
egy szakaszgyőzelem
Vuelta a Burgos - győztes
2008
Vuelta a Castilla y León - 2.
2009
Settimana Lombarda - 2.

## Külső hivatkozások
- Profilja csapata honlapján